# Michael Ratajczak
Michael Ratajczak (Herne, 16 aprile 1982) è un ex calciatore tedesco di ruolo portiere.